# القدس (روزنامه)
القدس (عربی: جريدة القدس) یک روزنامه سیاسی - روزانه؛ به زبان عربی است. این روزنامه توسط در سال ۱۹۶۷ در نتیجه ادغام دو روزنامه «الدفاع» و «الجهاد»، در اورشلیم تأسیس شد. این روزنامه در تیراژ بالایی در فلسطین منتشر و توزیع می‌شود. اعتماد و استقبال مردمی از این روزنامه در فلسطین ۴۳ درصد می‌باشد در صورتی که روزنامه «الحیاه الجدیده» ۷در صد استقبال دارد و دومین روزنامه محسوب می‌شود.
رابطه‌ایی بین این روزنامه و روزنامه «القدس العربی» که در لندن منتشر می‌شود وجود ندارد.